# Chiesa di San Severo (Bardolino)
La chiesa di San Severo è un edificio medievale di Bardolino, località in provincia di Verona situata nella sponda sud-orientale del Lago di Garda: costruita nella forma attuale tra la fine dell'XI e gli inizi del XII secolo su un preesistente edificio risalente almeno all'IX secolo, è considerata un capolavoro dell'arte romanica locale.
Di proprietà del comune di Bardolino, è rinomata soprattutto per i suoi preziosi affreschi.

## Descrizione

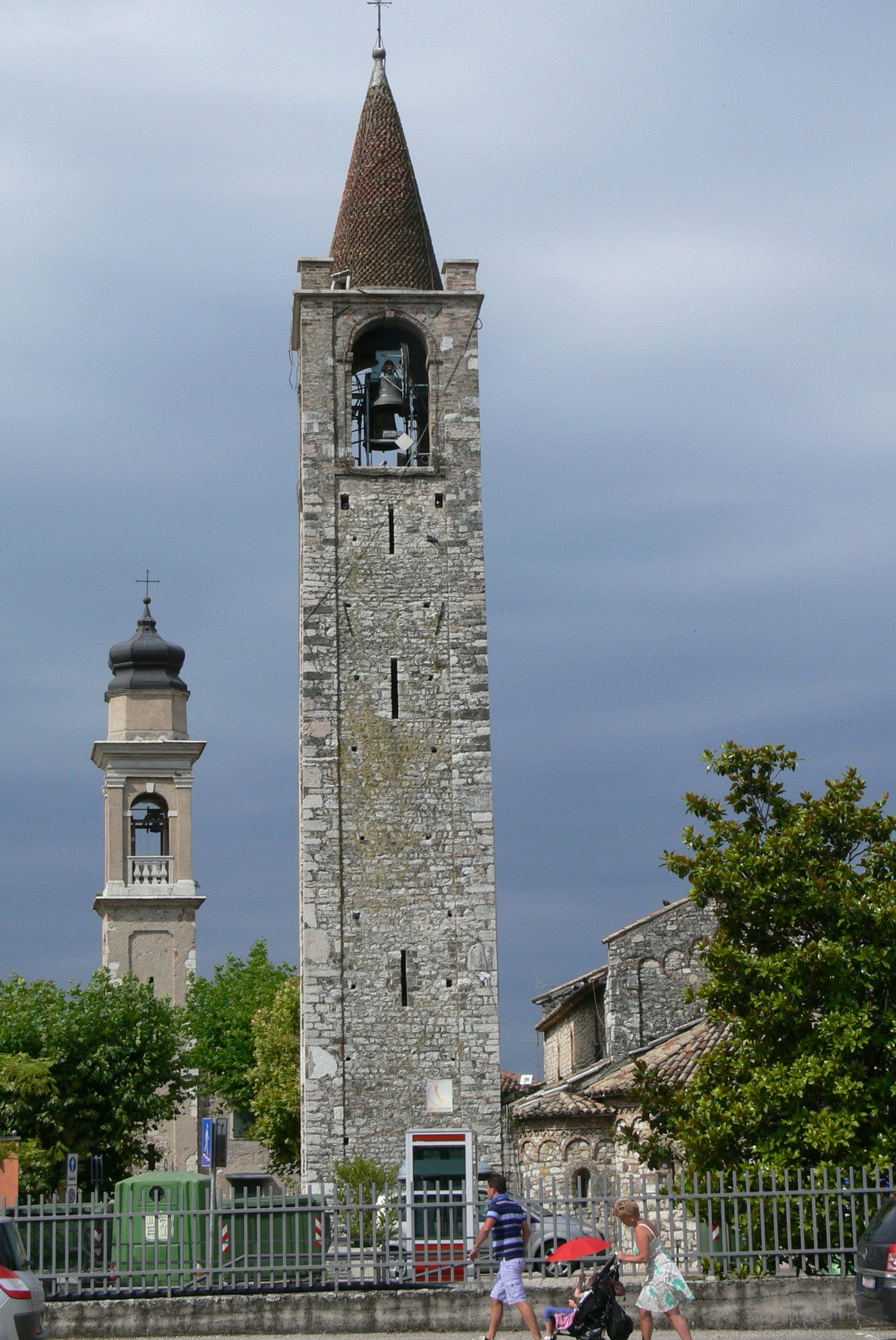
Il campanile della chiesa

La chiesa si trova all'ingresso della città, nella parte settentrionale della stessa.
Gli esterni si caratterizzano per l'alto campanile, edificato in pietra viva e che presenta un'estremità di color rossastro. Non è originale soltanto la cella campanaria, ricostruita nel corso del XIX secolo.
Anche le absidi sono frutto di una ricostruzione di quelle originali del XIV secolo.
La facciata è orientata verso ovest, come in tutte le chiese romaniche.
L'interno è a tre navate e presenta un soffitto in legno e colonne in laterizio e tufo.
Gli interni sono decorati con affreschi raffiguranti la vita di Gesù, la Vergine Maria, gli Apostoli e motivi dell'Apocalisse di San Giovanni e della leggenda sul ritrovamento della vera Croce. Questi affreschi, che presentano analogie con quelli di altri edifici della provincia di Verona, sono annoverati, per la loro ampiezza e ricchezza di motivi, tra i migliori esempi a livello europeo.
All'interno si trova inoltre una cripta, che rimanda probabilmente ad un preesistente edificio longobardo dell'VIII-IX secolo.

## Storia

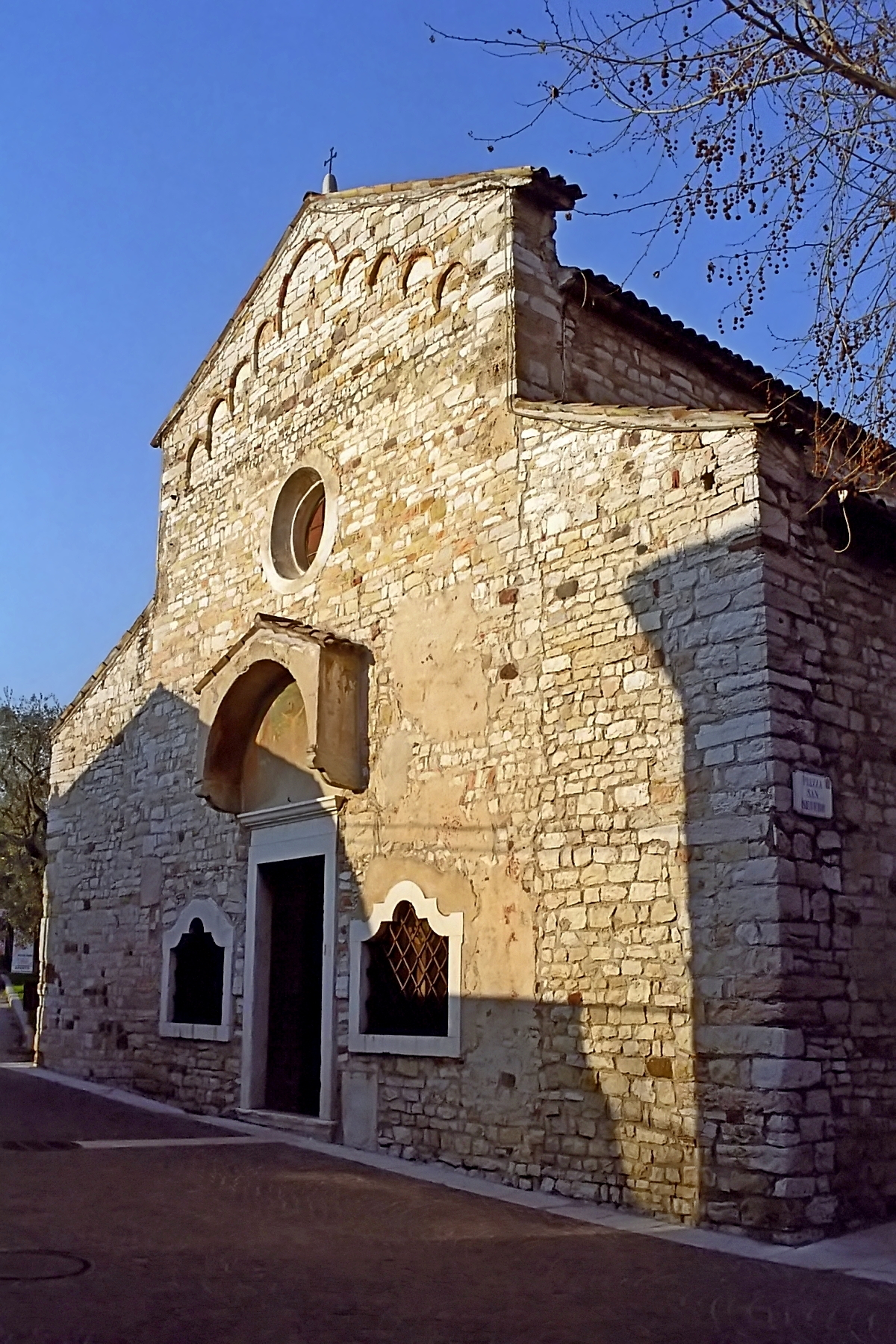
La facciata della chiesa di San Severo

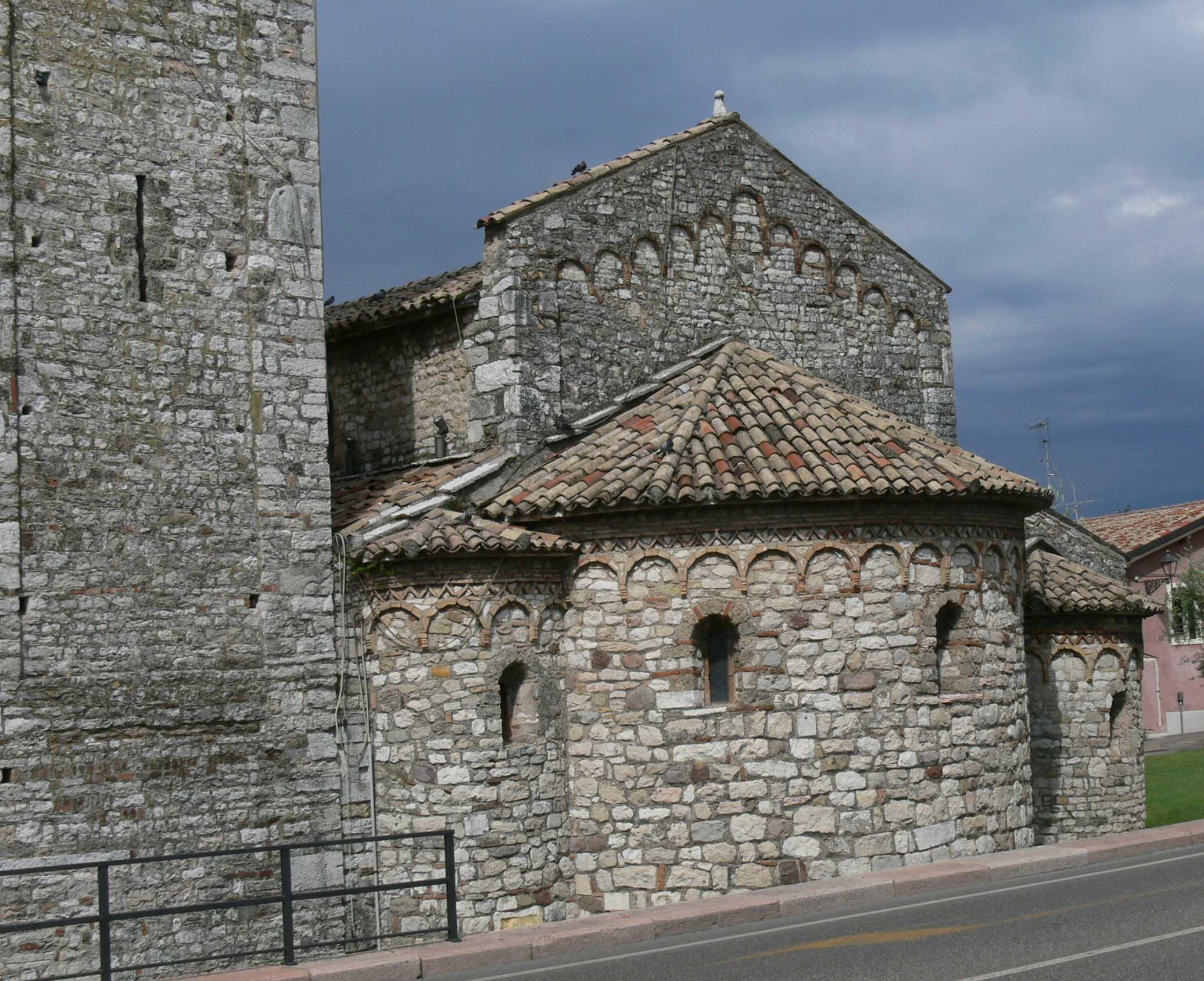
Le absidi della chiesa

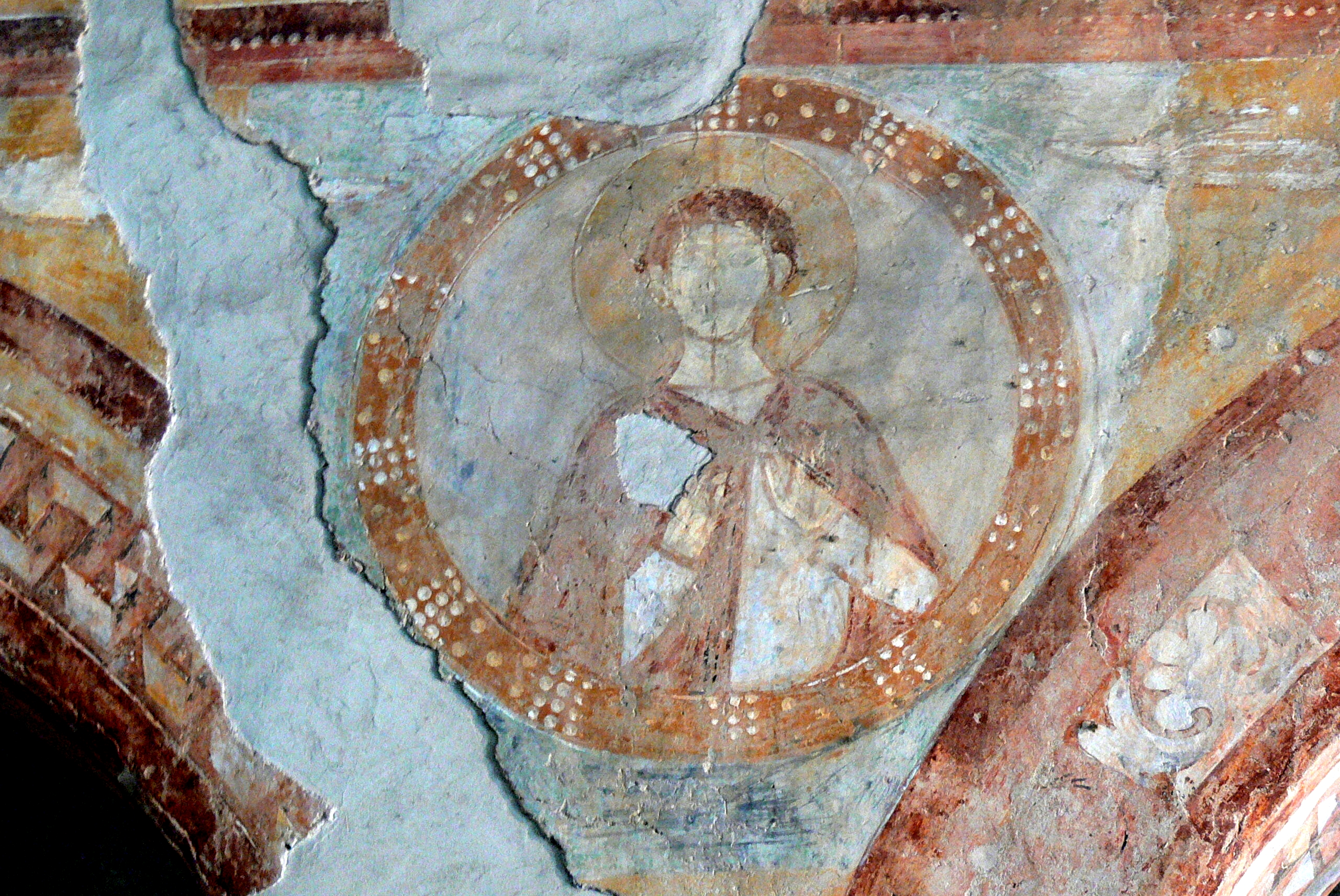
Uno degli affreschi della chiesa

La menzione più antica dell'edificio originario risale all'anno 893, segnatamente in un diploma di Berengario del Friuli dove si trova scritto in Garda juxta ecclesiam Sancti Severi.
L'edificio fu in seguito rifatto ed ampliato tra l'XI e il XII secolo.
La chiesa di San Severo divenne in seguito chiesa parrocchiale, ma conobbe successivamente un periodo di decadimento.
Fu salvata dalla rovina grazie all'intervento dei fratelli del Santissimo Sacramento, che nel corso del XIX secolo si erano trasferiti nella chiesa vicina.
Tra il 1927 e il 1943 fu quindi intrapresa un'ampia opera di restauro da parte della Regia Soprintendenza..

## Studi
La chiesa di San Severo è stato oggetto di numerosi studi specialistici. Se ne sono occupati, tra gli altri, studiosi quali. Cipolla (1884), P. Sgulmero (1901), G. Crosatti (1902), L. Simeoni (1909), A. K. Porter (1917), Wart Arslan (nelle sue opere L'architettura romanica veronese e La pittura e la scultura veronese dall'VIII al XIII secolo) e Anna Caiani (Gli affreschi dell'Apocalisse della chiesa di San Severo a Bardolino, 1968).

## Galleria d'immagini

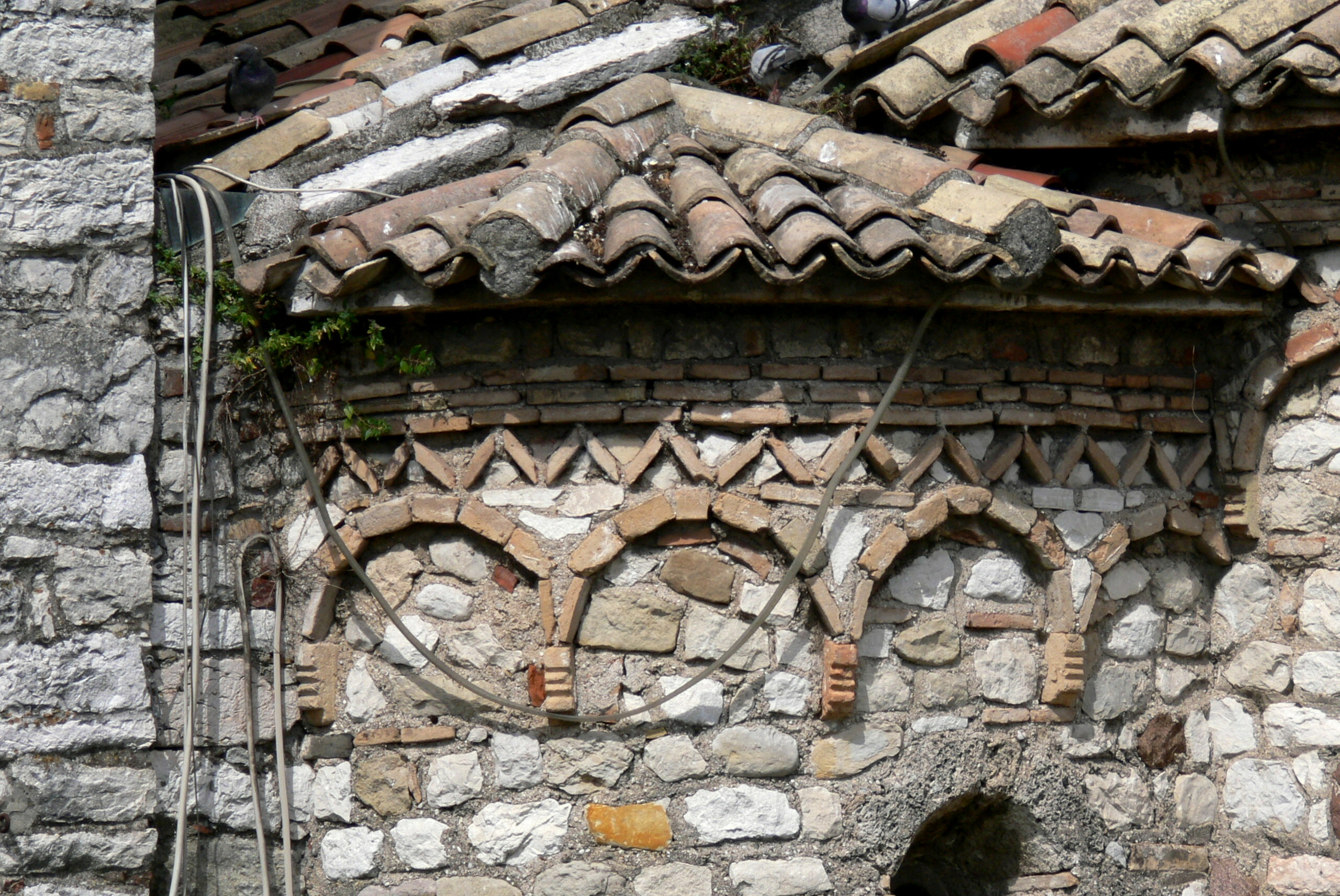
Particolare dell'abside
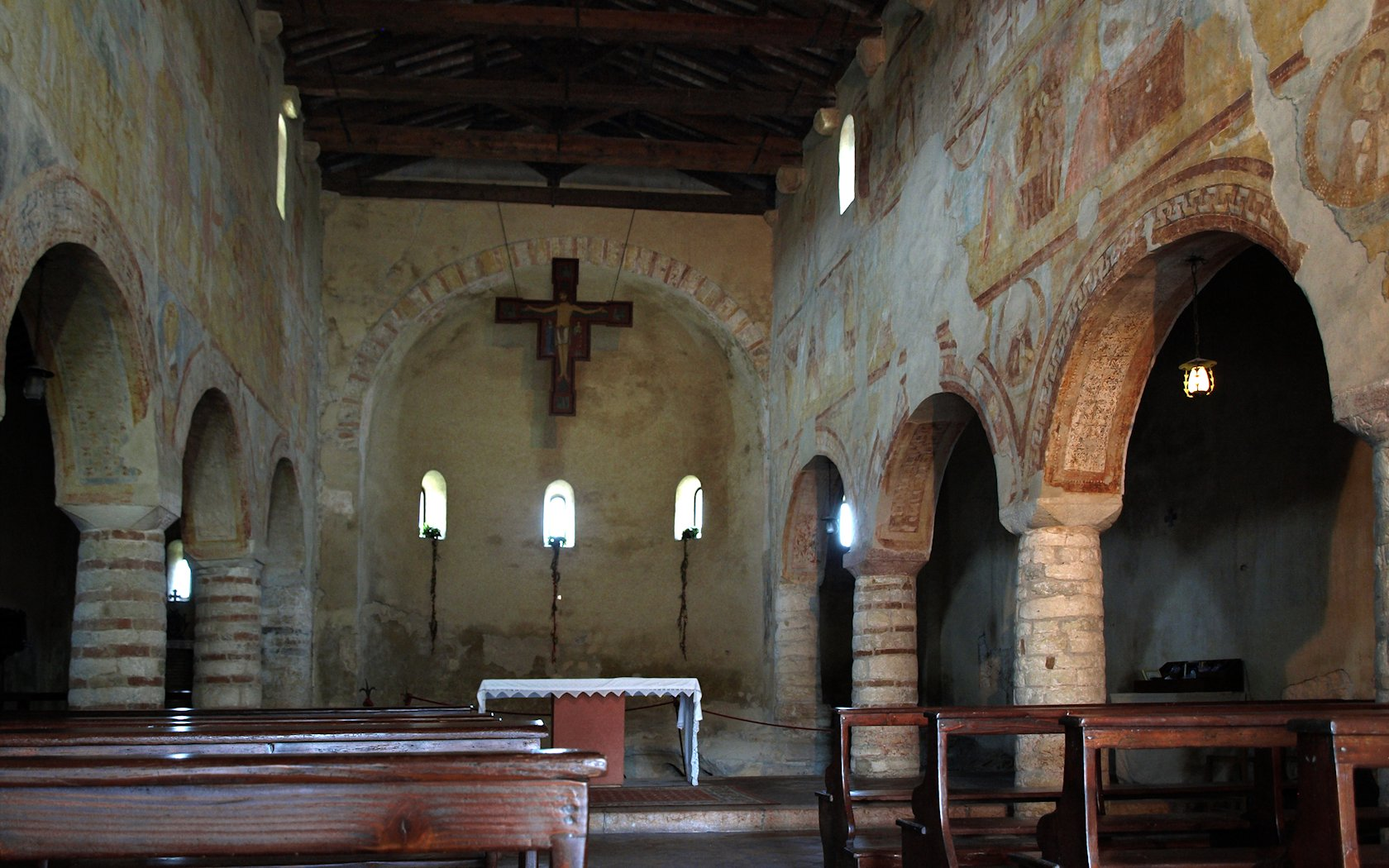
Interno
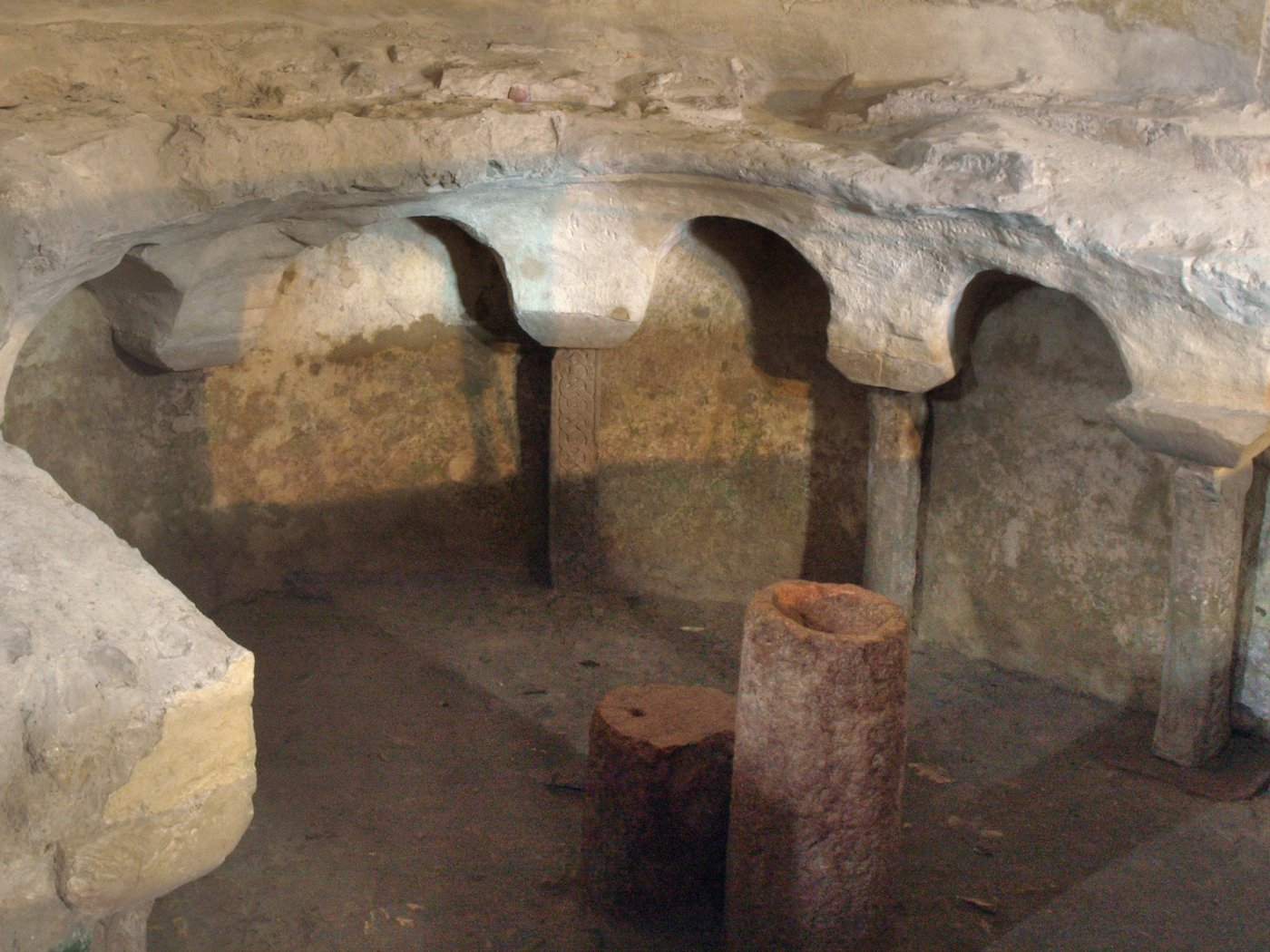
Cripta